# Traficantul de aer
Traficantul de aer (rusă Продавец воздуха) este un roman științifico-fantastic de spionaj de Aleksandr Beleaev. A fost prima dată publicat în 1929 în câteva numere ale revistei Vokrug Sveta.

## Prezentare
Un om de știință nebun Bailey construiește un oraș subteran în Iacutia, unde aspiră tot aerul planetei. Aici îl depune sub formă lichidă sau solidă în vederea unei comercializări ulterioare. Treptat, aerul lichid înlocuiește toate valorile de pe piața de schimb, aurul și banii nemaiavând nicio valoare. Oamenii o iau razna și încep să ducă adevărate răscoale ale aerului, reușind până la urmă să-l învingă pe Bailey.

## Ecranizări
A fost adaptat într-un film omonim în 1967 de către Studiourile de Film de la Odesa. A fost regizat de Vladimir Ryabtsev, cu Atyom Karapetian ca Bailey și Gennady Nilov ca meteorologul Georgiy Klimenko (cel care ajunge prizonierul lui Bailey).

## Traduceri în limba română
- Traficantul de aer (1929), traducere de M. Cardaș și V. Probeanu. Publicat în Aleksandr Beleaev - Steaua KEȚ, Opere alese II, Editura Tineretului, Colecția SF, București, 1963.

## Legături externe
- Traficantul de aer la fantlab.ru

## Vezi și
- Cele 500 de milioane ale Begumei de Jules Verne, roman asemănător
- Hiperboloidul inginerului Garin de  Aleksei Nikolaevici Tolstoi, roman asemănător